# Rlica
Rlica (en serbe cyrillique : Рлица) est un village de Serbie situé sur le territoire de la Ville de Kruševac, district de Rasina. Au recensement de 2011, il comptait 26 habitants.

## Démographie
| 1948 | 1953 | 1961 | 1971 | 1981 | 1991 | 2002 | 2011 |
| ---- | ---- | ---- | ---- | ---- | ---- | ---- | ---- |
| 166  | 164  | 158  | 131  | 101  | 70   | 41   | 26   |

|  |